# Брувилер
Брувилер (фр. Brouviller) насеље је и општина у североисточној Француској у региону Лорена, у департману Мозел која припада префектури Сарбур.
По подацима из 2011. године у општини је живело 431 становника, а густина насељености је износила 38,35 становника/km². Општина се простире на површини од 11,24 km². Налази се на средњој надморској висини од 330 метара (максималној 348 m, а минималној 268 m).

## Демографија
| 1962. | 1968. | 1975. | 1982. | 1990. | 1999. | 2011. |
| ----- | ----- | ----- | ----- | ----- | ----- | ----- |
| 385   | 400   | 370   | 354   | 338   | 389   | 431   |

График промене броја становника у току последњих година